# Tuxedo elongatus
Tuxedo elongatus är en insektsart som beskrevs av Schuh 2004. Tuxedo elongatus ingår i släktet Tuxedo och familjen ängsskinnbaggar. Inga underarter finns listade i Catalogue of Life.